# Iazua Larios

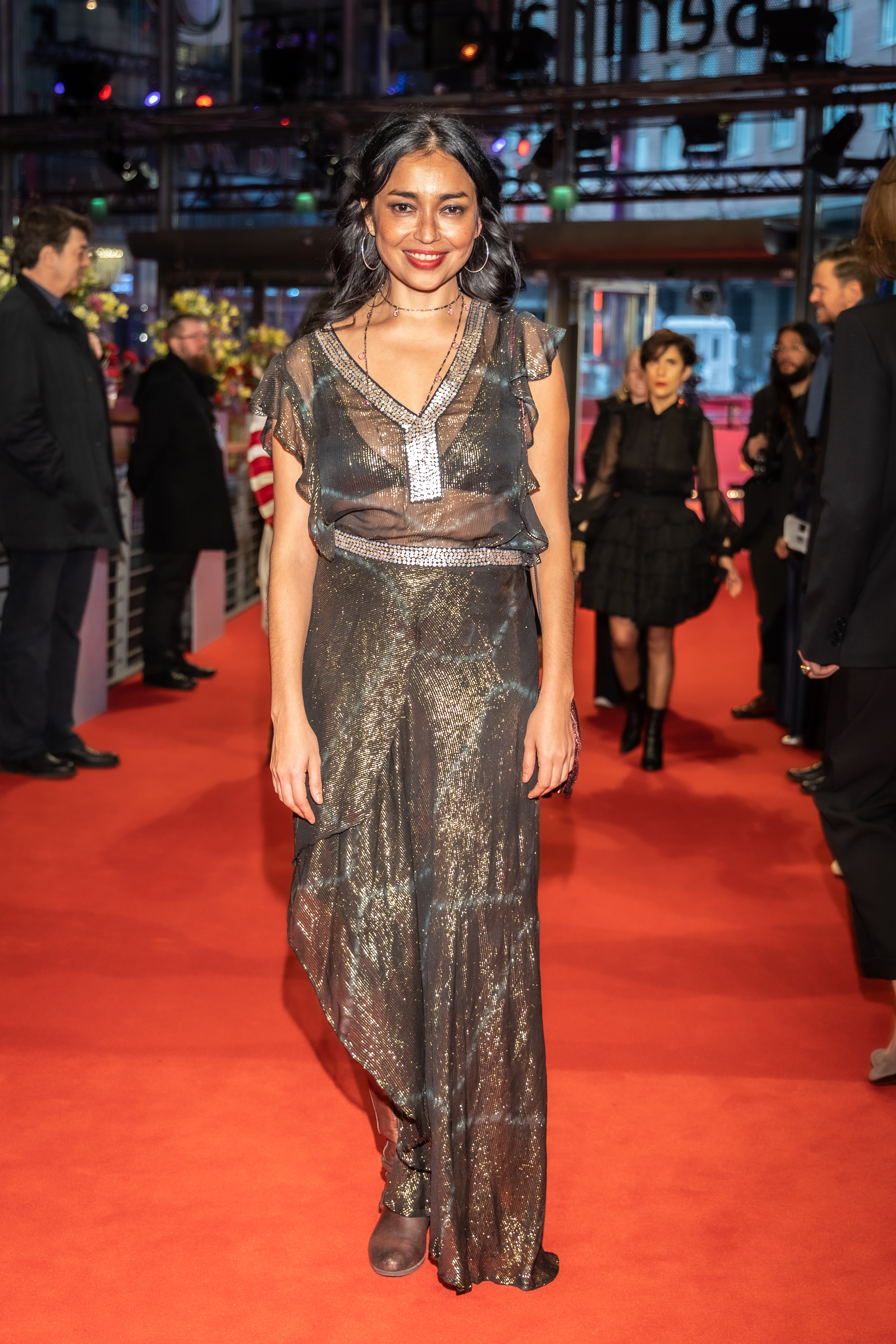
Iazua Larios bei der Berlinale 2023

Iazúa Laríos (* 1985) ist eine mexikanische Schauspielerin.

## Leben und Karriere
Die 1985 in Mexiko geborene Iazúa Laríos begann ihre Schauspielkarriere im Jahr 2006 mit dem Horror-Kurzfilm Máquina. Im selben Jahr wirkte sie in der Nebenrolle der Himmelsblume in dem von Mel Gibson inszenierten Action- und Historiendrama Apocalypto mit und erlangte internationale Bekanntheit. Im deutschsprachigen Raum wurde sie 2016 durch die weibliche Hauptrolle der Nscho-tschi in der auf RTL ausgestrahlten dreiteiligen Karl-May-Neuverfilmung Winnetou – Der Mythos lebt einem größeren Publikum bekannt.
Iazúa Laríos ist Mutter eines 2014 geborenen Sohnes. Sie war am 19. Dezember 2016 Augenzeugin des Anschlags auf den Berliner Weihnachtsmarkt an der Gedächtniskirche.

## Filmografie
- 2006: Máquina
- 2006: Apocalypto
- 2008: Espiral
- 2009: La mitad del mundo
- 2010: El atentado
- 2012: Ciudadano Villanueva (Fernsehfilm)
- 2012: Las paredes hablan
- 2013: Carreteras (Kurzfilm)
- 2013: La última película (Dokumentarfilm)
- 2014: Tekuani, the Guardian
- 2015: Carlos, Rey Emperador (Fernsehserie, 5 Episoden)
- 2016: Winnetou – Der Mythos lebt (Fernsehdreiteiler)
- 2017: Mis Planes son Amarte (Fernsehfilm)
- 2017: El Cesar (Fernsehserie, 9 Episoden)
- 2019: Song for Maria
- 2020: Ricochet
- 2021: Sundown – Geheimnisse in Acapulco (Sundown)
- 2023: Peripheric Love
- 2023: Tótem
- 2024: Das Geheimnis des Flusses (El secreto del río, Fernsehserie, 8 Episoden)
- 2024: Turno Nocturno
- 2025: Milarepa